# Karl Ferdinand Kornel
Karl Ferdinand Kornel (* 13. Augustjul. / 25. August 1882greg. in der Schänke Savi im Dorf Tsooru, damals Gemeinde Kõrgepalu, Livland, heute Kreis Võru, Estland; † 19. September 1953 im sowjetischen Straflager Taischet, Oblast Irkutsk, Sowjetunion) war ein estnischer Jurist, Journalist, Diplomat und Politiker.

## Frühe Jahre
Karl Ferdinand Kornel wurde im Kreis Võru im heutigen äußersten Südosten Estlands geboren. Sein Vater Jaan Kornel (1884–1919) und dessen Ehefrau Leena Kristiine (geb. Treier, 1848–1921) waren Schankwirte. Karl Ferdinand Kornel besuchte von 1890 bis 1898 die Kirchspielschule in Rõuge und die Stadtschule in Valga.
Anschließend versuchte er sich in verschiedenen Berufen im russischen Reich (Uglitsch, Gouvernement Saratow, Weichselland, Valga, Pärnu, Võru und Võhma), vor allem seit 1900 als Journalist bei der Zeitung Postimees und anderen estnischen Blättern.
Von 1914 bis 1918 diente er im Ersten Weltkrieg in der zaristischen Armee. 1917 machte er sein Abitur als Externer an der Kavallerieschule in der russischen Hauptstadt Sankt Petersburg.

## Republik Estland
Kornel begann 1918 sein Jurastudium an der Universität Tartu. Er kämpfte 1918/19 als Kommandant der Stadt und des Umlands von Valga im Estnischen Freiheitskrieg gegen Sowjetrussland.
1919/20, ein Jahr nach Ausrufung der staatlichen Unabhängigkeit der Republik Estland, war Kornel Diplomat an der estnischen Vertretung im lettischen Riga. Von 1920 bis 1923 war er Journalist bei der estnischen Zeitung (Postimees). 1923 schloss Kornel sein Studium der Rechtswissenschaft an der Universität Tartu ab. Er gehörte dem einflussreichen Verein Studierender Esten (Eesti Üliõpilaste Selts) an. Von 1923 bis 1934 arbeitete Kornel in der Kanzlei des bekannten estnischen Rechtsanwalts Rein Eliaser (1885–1941) in Nõmme.
Daneben betätigte sich Kornel auch politisch. Er war Mitglied der verfassungsgebenden Versammlung der Republik Estland (Asutav Kogu) und gehörte dem estnischen Parlament Riigikogu in dessen zweiter und dritter Legislaturperiode an. Vom 23. Juli 1926 bis zum 4. März 1927 war Kornel Handels- und Industrieminister der Republik Estland in der zweiter Koalitionsregierung von Regierungschef Jaan Teemant. Dasselbe Amt hatte er bis zum 9. Dezember 1927 in Teemants dritter Regierung inne. Kornel gehörte der konservativ-nationalen Estnischen Volkspartei (Eesti Rahvaerakond – ER) unter dem charismatischen Jaan Tõnisson an. Er gehörte dem Aufsichtsrat der estnischen Banken Pikalaenu Pank und Eesti Rahvapank an. 1929 war er Vorstandsvorsitzender des estnischen Journalistenverbands.
Von 1930 bis 1940 war Kornel Direktor der estnischen Nachrichtenagentur (Eesti Telegraafi Agentuur – ETA).

## Verhaftung und Tod
Während der deutschen Besetzung Estlands von 1941 bis 1944 war Kornel weiter journalistisch aktiv. Nach der (zweiten) sowjetischen Besetzung Estlands wurde Eduard Säkk am 28. November 1945 von den sowjetischen Behörden verhaftet. Im folgenden Jahr wurde er zu zehn Jahren Lagerhaft verurteilt. Er starb 1953 im Alter von 71 Jahren in einem Gulag in der Oblast Irkutsk.

## Privatleben
Karl Ferdinand Kornel heiratete 1919 die 1898 geborene Alviine Noor. Das Paar hatte zwei Söhne, Kaljo Kornel (1920–1962) und Aldo Kornel (1925–1943).